# Uttaradit (provincie)
Uttaradit is een Thaise provincie in het noorden van Thailand. In december 2002 had de provincie 484.984 inwoners, waarmee het de 55e provincie qua bevolking in Thailand is. Met een oppervlakte van 7838,6 km² en het is daarmee de 25e provincie qua omvang in Thailand. De provincie ligt op ongeveer 491 kilometer van Bangkok. Uttaradit grenst aan Nan, Laos, Phitsanulok, Sukhothai, Phrae. Uttaradit ligt niet aan zee.

## Provinciale symbolen
|  | Het provinciale zegel toont het paviljoen van Wat Phra Thaen Sila At. De provinciale vlag is paars met oranje rechthoeken in iedere hoek met het provinciale zegel en een rode Garoeda in het midden van de vlag. De provinciale boom is Tectona grandis (Thai: สัก saak). |

## Klimaat
De gemiddelde jaartemperatuur is 30 graden, met temperaturen variërend van 14 tot 40 graden. Gemiddeld valt er 1455,8 mm regen per jaar.

## Politiek

### Bestuurlijke indeling
De provincie is onderverdeeld in 9 districten (Amphoe).
| Amphoe 1. Uttaradit 2. Tron 3. Tha Pla 4. Nam Pat 5. Fak Tha 6. Ban Khok 7. Phichai 8. Laplae 9. Thong Saen Khan |

## Prestatie-index
United Nations Development Programme (UNDP) in Thailand heeft sinds 2003 voor subnationaal niveau een Index van de menselijke prestatie (Human Achievement Index — HAI) gepubliceerd op basis van acht belangrijke gebieden van de menselijke ontwikkeling. Provincie Uttaradit neemt met een HAI-waarde van 0,6324 de 31e plaats in op de ranglijst. Tussen de waarden 0,6209 en 0,6342 is dit "gemiddeld".
| Hoofdgroep                    | Aantal graadmeters | Ranglijst |
| ----------------------------- | ------------------ | --------- |
| Volksgezondheid               | 7                  | 66e       |
| Onderwijs                     | 4                  | 31e       |
| Werkomstandigheden            | 4                  | 56e       |
| Huishoudelijk inkomen         | 4                  | 39e       |
| Huisvesting en leefomgeving   | 5                  | 4e        |
| Familie- en gemeenschapsleven | 6                  | 11e       |
| Transport en communicatie     | 6                  | 30e       |
| Deelname aan politiek, enz.   | 4                  | 54e       |